# أقداش عليا
أقداش عليا (بالإنجليزية: Aqdash-e Olya)‏ هي منطقة سكنية تقع في قسم بائين برزند الريفي (مقاطعة غرمي) في إيران.